# レニングラード包囲戦
レニングラード包囲戦（レニングラードほういせん、露: блокада Ленинграда ブラカーダ・リニングラーダ、1941年9月8日 - 1944年1月27日）は、第二次世界大戦の独ソ戦における戦闘のひとつ。
ドイツ軍はソビエト連邦第2の大都市レニングラード（現・サンクトペテルブルク）を900日近く(872日)にわたって包囲したが、レニングラードは包囲に耐え抜き、後にスターリンによって英雄都市の称号が与えられた。この包囲戦の死者は市民で95万人と言われる。また死因の97％は餓死と言われている。
この間、レニングラードの最高指導者はレニングラード党委員会第一書記の地位にあり、スターリンの後継者の有力候補の一人とされていたジダーノフであった。

## 枢軸軍の侵攻

### 西ドヴィナ川突破
レニングラードは1939年当時で319万人の人口を擁し、ソ連第2の大都市であり最大の兵器生産地でもあった。独ソ開戦時の1941年6月22日時点で520の工場群と72万の労働者を有しソ連各地の発電所設備の8割を同市に依存していた。また赤色海軍バルト艦隊の根拠地でもあり鉄鉱石の輸入を北欧諸国に依存するドイツにとって同都市の占領は経済戦略上不可欠だった。アドルフ・ヒトラーはレニングラードの占領を作戦の最優先目標とし3つの軍集団のうち北方軍集団に攻略を命じた。北方軍集団は第18軍、第16軍、第4装甲集団の3個軍で構成された。第16軍司令官ブッシュ将軍、第18軍司令官キュヒラー将軍は熱狂的なナチス党員であり、レニングラード占領はイデオロギー的闘争の側面が大きく、ヒトラーは司令官達を慎重に選んだ。開戦直前、ヒトラーは北方軍集団司令部を訪れ、「これは過去24年間、ロシア人を支えてきたシンボルだ。戦闘での敗北はスラヴ人種の精神を萎えさせるだろう。だが、レニングラード失陥は完膚なきまでの崩壊を引き起こすだろう。」と語り、レニングラード攻略の重要性を強調した。
バルト諸国からレニングラードに至る広大な空間には赤軍の縦深防御システムが展開され、北方軍集団の任務には困難が予想された。ヒトラーはフランスのマジノ線を破ったレープ元帥に、北方軍集団の指揮を任せた。レープはまず装甲兵力を二分し、マンシュタイン上級大将指揮下の第56装甲軍団を西ドヴィナ川の橋梁確保にむかわせ、ラインハルト装甲兵大将指揮下の第41装甲軍団に国境に集結していたソビエト軍装甲兵力を叩かせた。ラセイニャ近郊で両軍の装甲戦力が衝突し、大規模な戦車戦が展開された。赤軍最強の重戦車KV-1とKV-2も投入され、その性能はドイツ軍将兵を驚嘆させた。しかし戦車戦の技量はドイツ軍が勝り、ドイツ軍戦車部隊は至近距離からの砲撃でソビエトの重戦車を行動不能に追い込み、自軍の重砲隊が待機している待ち伏せ地点におびき寄せた。合計200両のKV-1とKV-2が撃破され、バルト地域におけるソビエト装甲戦力の大半がこの一戦で壊滅した。ドイツ軍の進撃に対する側面からの脅威は一掃された。
一方マンシュタインはダウガフピルスに到達していた。町から5キロの地点で装甲部隊は進軍を停止し、鹵獲した赤軍の大型トラック4台が橋梁確保にむかった。赤軍の警備兵は偽装したドイツ軍の特殊部隊を全く疑わず、最初のトラックは容易に対岸に着いた。2台目のトラックは警備兵に阻止され、銃撃戦が始まった。後方に待機していた戦車隊が急行すると、赤軍の警備兵は橋梁を爆破するまもなく逃走し、ドイツ軍は短期間で西ドヴィナ川の橋梁を押さえた。レープは最初の障害である西ドヴィナ川を渡り、スターリン線の突破に全力を注いだ。スターリン線はコンクリートの建造物と天然障害物、対戦車障害物、地雷原、防塁、トーチカからなる縦深防御システムであり、防御陣地は極めて巧妙に偽装されていた。レープは後方の歩兵軍が装甲軍に追いつくのを待った。
第18軍、第16軍は快速の装甲部隊に比べ、進撃速度が鈍かった。また彼らの部隊には、東部での民族浄化を担当する親衛隊の特別行動部隊（アインザッツグルッペンＡ）が同行していた。第16軍がリトアニアの首都カウナスに入ると、特別行動部隊が市内のユダヤ人虐殺を始めた。リトアニアの反ソ連パルチザンが特別行動部隊に協力し、ユダヤ人の検挙に活躍した。6月26日、1000人のユダヤ人が市内に集められ、棍棒で撲殺された。特別行動部隊を指揮するシュターレッカー親衛隊少将兼警察少将は第16軍司令官ブッシュ将軍と個人的な協定を結び、ブッシュは自浄作戦への不干渉を約束した。シュターレッカーは数日で3800人のユダヤ人を殺害したと軍当局に報告し、軍当局の理解がなければ浄化作戦の円滑な遂行は困難だったと語っている。一方で国防軍の将校たちはSSの蛮行に激怒した。後方軍政局長官のフランツ・フォン・ロクニスは虐殺現場を視察した後、ブッシュ将軍の関与をレープ元帥に直訴した。レープは自分にはそのような措置に影響はなく、我々に出来るのはこの問題に近づかないようにするだけだと語った。

### スターリン線突破
西ドヴィナ川右岸の橋頭保は拡大され、レープはスターリン線の突破に再び装甲兵力を用いた。7月2日、ラインハルトがオストロフを落とした。赤軍は機械化部隊をオストロフにむけたが、待ち伏せていたドイツ軍の榴弾砲部隊に叩かれ、140両の戦車を破壊された。7月8日、プスコフを占領してスターリン線に穴を開け、7月11日、チュード湖を抜けて、ブリュッサ川の橋梁を確保した。ラインハルトは兵士を鼓舞して、さらに進撃し、7月13日、レニングラードの玄関であるルーガ河に橋頭保を確保した。赤軍の守備隊はあまりの速さに対応出来ず、その神速さは偵察機がラインハルトの装甲部隊を味方と見間違えるほどだった。彼らは三週間で800キロ進撃し、レニングラードまで110キロの地点に迫っていた。しかし他の諸軍は進撃が難航し、第18軍はナルヴァの赤軍陣地に足止めされ、マンシュタインは地図に載っていない沼沢地に入り込み、ラインハルトに比べて100キロ遅れていた。赤軍は装甲部隊が動けない沼沢地を最大限利用し、マンシュタインの進撃を妨害した。地形に溶け込んだ赤軍の歩兵部隊はドイツ軍の急造陣地に巧みに潜入し、執拗に攻撃を繰り返した。砲兵も最前線で戦う始末であり、機関銃の掃射で砲兵の犠牲が続出した。装甲部隊は沼沢地で原始的な白兵戦を強いられ、第8装甲師団が孤立した。マンシュタインは増援を繰り出して、第8装甲師団を救い出し、ようやく沼沢地を抜け出したが、第8装甲師団は半数の戦車を失っていた。ルーガ河対岸を確保したラインハルトも稼働戦車は50両に激減し、これ以上の進撃は困難だった。装甲部隊の消耗はドイツ軍の戦略を転換させ、確保した橋頭保の守備に全力を注ぎ、さらなる進撃は見送られた。
7月19日、ヒトラーは総統訓令33号を発令、北方軍集団の戦いぶりを称賛しつつ、装甲部隊の再進撃は歩兵軍が追いつくのを待つようにと釘をさした。赤軍の頑強な抵抗と、戦闘の激化は人種的偏見を増幅させた。各部隊で投降した赤軍捕虜を射殺する虐殺事件が発生、第16軍は捕虜への暴行を禁止する異例の布告を出さざるをえなかった。また膨大な赤軍捕虜は徒歩で収容所へと送られた。人種的偏見から車両を汚染すると警戒され、第16軍司令部は捕虜を列車で輸送することを禁止した。軍に同行する特別行動部隊も任務を拡張し、ユダヤ人と政治委員に加え、ソ連の高官、財界の重鎮、地方の有力者、知識人を「浄化」の対象として虐殺した。第4装甲集団のヘプナー上級大将は特別行動部隊に全面的に協力し、ラインハルトがルーガ地区をおさえると、大規模なSSコマンドが同地に送られた。レニングラード突入に備えて、市内の浄化対象が決定され、情報収集が盛んに行われた。
第18軍がルーガ河に到達し、第16軍がイリメン湖にまわると、8月2日、装甲部隊は進撃を再開した。ラインハルトの前に、赤軍の2個歩兵師団が立ちふさがり、頑強に抵抗した。あまりの激戦に、特別行動部隊までもが戦闘に参加、12日間の戦闘でようやく抵抗線を抜くことが出来た。一方赤軍は、デミャンスクを奪取して、イリメン湖とチュード湖の隘路を封鎖し、ドイツ軍を分断する反撃計画を立てた。スタラヤ・ルッサを攻撃中だった第16軍の側面に、9個歩兵師団、1個機械化軍団、1個騎兵師団が投入し、4個歩兵師団をイリメン湖に追い詰め包囲した。へプナーはサムロ湖に到達したマンシュタインに第16軍の救援を命じ、マンシュタインはイリメン湖に急行した。現場に到着したマンシュタインは、孤立した4個歩兵師団（1個師団に減っていた）に反撃を命じ、自ら装甲兵力を指揮して赤軍の背後に突入した。赤軍は総崩れとなって敗走し、マンシュタインは東方からレニングラードに接近し、補給路を遮断する動きが可能となった。
イリメン湖での勝利後、ドイツ軍は消耗の激しい都市攻略戦を避け、補給路を遮断する封鎖戦へと戦略を転換させた。マンシュタインの第56装甲軍団と第16軍は快進撃を続け、ノブゴロド、チュードヴォ、ムガーを落とし、東方からレニングラードに迫った。西方からはラインハルトが指揮する第41装甲軍団が迫り、9月8日にはレニングラードと内陸部を繋いでいたラドガ湖畔のシュリッセルブルクが陥落、全ての連絡路・補給路が断たれた。北方では冬戦争の雪辱に燃えるフィンランド軍が封鎖に参加した。6月26日、フィンランドはソ連に対して宣戦を布告し、冬戦争の際にソ連に奪われたカレリア地方へ侵攻した（継続戦争）。フィンランド軍は9月7日までにレニングラードの北160kmまで到達したが、冬戦争以前の国境線を越えて前進することは控えた。9月4日にドイツ軍のアルフレート・ヨードルはフィンランド軍総司令官のマンネルヘイムを訪れ、レニングラードへの攻撃を要請したが、マンネルヘイムはこれを拒絶した。その後もドイツ軍とフィンランド軍との連絡が完成されることはなかった。

## 赤軍の防衛体制

### 開戦の頃
開戦前バルト艦隊司令長官ウラジーミル・トリブツ海軍中将はドイツ人労働者の退去と国境での偵察情報からドイツ軍の侵攻を察知しモスクワの海軍人民委員ニコライ・クズネツォフ提督に戦闘警戒命令の発令を迫った。その日のうちにバルト艦隊、黒海艦隊、北洋艦隊に第2種戦闘警戒命令が発令されたがトリブツの求めた第1種戦闘警戒命令は拒否された。1941年6月22日にようやく国防人民委員から独ソ国境付近に布陣していたソ連軍に第1種戦闘警戒命令が発令されたがすでにドイツ軍の侵攻ははじまっていた。バルト地域を防衛する北西方面軍は3方面軍の中で最も弱く、その戦力は3個軍、2個機械化軍団に過ぎなかった。西ドヴィナ川の橋梁爆破を命じられた第11軍は爆破する間もなく後退し、北西方面軍司令部は通信の体系的な混乱と戦力不足から組織的な反撃を実施出来なかった。

### ルガ防衛線
開戦後すぐに、第2防衛線をルガ川沿いに造ることが決定され、老若男女を問わず数十万のレニングラード市民が動員されて北方のナルヴァ、キンギセップ、ルガ、南方のイリメニ湖畔のシムスクに至る200マイルに地雷原、対戦車壕、陣地などから成るルガ防衛線の建設が進められた。そこには市民から募った多くの義勇軍部隊も配備された。ルガ防衛線はドイツ軍のマンシュタインの部隊に大きな損害を与えるなどしてドイツ軍の進攻を7月上旬から8月上旬までの約1ヶ月停止させたが、8月13日にキンギセップやイリメニ湖のすぐ北のノヴゴロドが陥落して、ルガ防衛線は突破された。

### レニングラードの包囲
ルガ防衛線を突破したドイツ軍は西からレニングラードに迫るとともに、レニングラードの南方でも東に進んだ後、北に向かい8月30日に交通の要衝のムガ（レニングラードの南東）を陥落させ、9月 8日にはラドガ湖畔のシュリッセルブルクを制圧した。
レニングラード防衛の軍事部門の最高司令官はヴォロシーロフ元帥で、7月10日に着任して以来（前任のパヴロフ将軍はモスクワに戻り即座に銃殺された。）、2ヶ月にわたり赤軍を指揮してきたが、ドイツ軍の攻撃の前に退却が続き、シュリッセルブルクの陥落によりレニングラードの包囲の環を閉じられてしまった。レニングラード近郊（南西方向）のクラスノエ・セロの戦いではヴォロシーロフは赤軍海軍歩兵（その黒色の制服と頑強な戦いぶりから、ペストを意味するドイツ語とかけた「黒い死」部隊とドイツ軍から恐れられた。）の突撃の先頭に立ち、レニングラード防衛戦の伝説の1つとなったが、スターリンは「敵に対する消極性」を理由に9月11日に解任し、名将として知られるジューコフ上級大将にレニングラードの立て直しを命じた。

### バルト艦隊のタリン脱出
ルガ防衛線が突破されたことでバルト艦隊の基地があったタリンは前線の後方に取り残される状況になった。8月26日にバルト艦隊のタリン脱出命令が出され、190隻余りがコトリン島のクロンシュタットに向かったがドイツ軍が敷設した機雷と砲爆撃のため、50隻余りが失われた。しかし、その後のレニングラードの攻防戦において脱出に成功した艦船の艦砲は大きな役割を果たすことになる。

### ジューコフ赴任とレニングラード市街への正面攻撃
規律の回復に定評のあるジューコフの赴任（9月13日）は、レニングラードの戦況を劇的に改善させた。ジューコフはレニングラード市内を6つの防衛セクターに分割すると、防御体系を組み直し、砲兵火力の支援を充実させた。砲兵火力の集中は目覚ましい成果をあげ、365ミリ砲一門で戦車35両、砲12門、一個歩兵大隊、弾薬列車一本を撃破した。次にジューコフは規律の回復に全力を注いだ。ヴォロシーロフの稚拙な指揮により、各部隊はバラバラに戦い、相次ぐ敗戦は士気を低下させ、許可なく防衛線を後退する兵士が相次いだ。ジューコフは許可なく防衛線を後退した兵士、将校、政治委員は即刻射殺すると布告。後退中だった各軍に反撃を命じ、拒否した指揮官は即座に更迭した。ジューコフが到着して数日後、ドイツ軍はレニングラード市街の攻略をめざして、市の近郊のプルコヴォ（レニングラード中心部から 17Km　現プルコヴォ空港がある一帯）等で大規模な攻撃を開始した。しかし、赤軍の頑強な抵抗のため防衛線を突破できなかった。一方、ドイツはモスクワ戦線への増援のため、北方軍集団の兵力の一部を引き抜いた。赤軍の抵抗による損失やモスクワ増援により戦力が低下したドイツ軍はレニングラードに対する方針を力による制圧から、包囲による飢餓作戦へと変更した。ジューコフはモスクワ防衛のために呼ばれ、10月7日にモスクワに戻った。
レニングラード防衛を適切に組織したのはジューコフの偉大な功績だが、9月18日からドイツ軍の装甲部隊（第4装甲軍団）がモスクワ方面に転進し始めた代わりにドイツ軍歩兵がレニングラード周辺の包囲攻撃陣地構築に着手する姿が目撃されているにもかかわらず、同日オラニエンバウムの疲弊した第8軍にドイツ軍の攻撃を命ずるなど不要な正面攻撃を多用し多大な損害を出し封鎖の突破に支障をきたした。

## 包囲戦

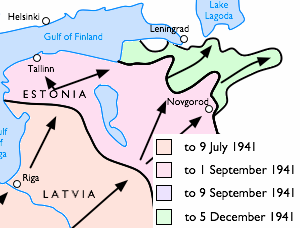
1941年の状況。ドイツ軍がラドガ湖に到達したことでレニングラードへ通じる陸上の連絡線が遮断された。

### 飢餓計画
レニングラードを包囲した北方軍集団は、まず住民の生活能力を断つため、ガス・水道・電力の供給施設、食料倉庫への砲爆撃を開始した。エストニアの飛行場から出撃したドイツ空軍が、最初の爆撃で6000発以上の焼夷弾を投下し、1000ポンドの高性能爆弾を48発投下した。給水施設と市内の全ての食料を備蓄していたバターエフ倉庫が、破壊された。バターエフ倉庫の喪失は、市内の食料事情を急激に悪化させた。9月8日、ドイツ軍参謀本部はミュンヘン栄養研究所のエルンスト・ツィーゲルマイヤー教授と会合し、市内の民間人を餓死させるにはどれだけの時間封鎖が必要なのか見積もりを求めた。レニングラードの人口、市内に備蓄された食料の量、冬の気温など、大量のデータがツィーゲルマイヤーに渡された。ツィーゲルマイヤーは封鎖を一か月続ければ、市内の食料事情は極度に悪化し、一日のパン配給量が250グラムに落ちると予測した。冬季に封鎖を継続すれば市内は飢餓状態に陥ると結論を出し、市民を市内に留めることが重要であると勧告した。ゲッベルスは自身の日記に、「レニングラードの降伏要求で悩むことはないだろう。それはほぼ科学的な方法で破壊することができる。」と記している。国防軍最高司令部は通常の占領を避け、市内の周囲にフェンスと電気ワイヤーを設置、住民の脱出を物理的に阻止し、脱出者には砲兵隊を使用することを決定した。9月中旬には覚書が完成した。「レニングラードを密閉せよ。しかる後にテロルと増大する飢餓によってそれを弱体化せよ。春に我々は市を占領し、生存者を排除してロシア内地に監禁し、レニングラードを高性能爆薬によって更地にする。」
レニングラード市民への飢餓作戦は科学的な手法で計画的に実施された。ヒトラーは新たな総統訓令を発令した。「総統はサンクトペテルブルクを地表から削りとることを決断した。ソビエト・ロシアの敗北後は、この都市が将来に存在するための理由は跡形もなくなる。この都市を隙間もなく封鎖し、あらゆる口径の砲火と絶え間のない空爆によって、これを跡形もなく破壊すべし。たとえこれによって降伏を要請する声が出てくるようになっても、これは拒否される。この戦争においてわれわれは、たとえ一部にせよ、この大都市の人口を維持することに関心を持っていない。」
北方軍集団は大規模な包囲陣地を建設し、周囲に塹壕、監視所、射撃陣地、砲撃陣地を設置、防御拠点用のトーチカや掩蔽壕も複数建設された。包囲陣地の後方では、工兵が連絡道路と食料・物資の貯蔵地を建設し、長期的な包囲戦の準備が整えられた。レープはガッチナに司令部を置き、市内への砲撃を指揮した。ウリ―ツクとヴォロダルスキーの間の集落に、3個砲兵連隊を配置、毎日午前10時～午後7時にかけて、2時間毎に休憩を取りながら砲撃が実施された。9月末までに市内に5364発の砲弾が撃ち込まれた。脱出を図る民間人は即刻射殺が決まったが、北方軍集団司令部は民間人を近距離で射殺する兵士への心理的影響を懸念し、陣地の前方には地雷原を設置、必要な場合は砲兵隊で対処することを決定した。兵士が見ている状況下での民間人殺戮は出来るだけ避けなければならないとレープは語っている。多数の心理カウンセラーが陣地に常駐し、同時にナチイデオロギーの思想教育が強化され、劣等人種に対する同情は不要であると喧伝された。砲兵隊には兵士が近距離で民間人を射殺する事態を避けるため、市内を厳しく監視し、市内からでた早い段階で正確に処理することが求められた。これらの工夫にもかかわらずドイツ軍兵士の動揺は避けられなかった。兵士の中には市内にパンを投げ込む兵士や、パンと引き換えに市内の女性に売春をせまる兵士もいた。砲兵隊の兵士も民間人を標的とする上級司令部の命令を皮肉っていた。

### 飢餓の発生
連絡線の遮断によってレニングラードへの補給はほぼ途絶した。9月2日、市民への食糧の配給が削減され、肉体労働者は1日にパン600g、労働者は400g、その他の市民と子供は300gと定められた。9月8日の空襲ではバターエフ倉庫に貯蔵してあった大量の穀類や砂糖が焼失した。9月12日には、食料の残量は以下の通りと試算された。
- 穀類・小麦粉　35日分
- えん麦・粉物　30日分
- 肉類・家畜　33日分
- 油脂　45日分
- 砂糖・菓子類　60日分

同日、配給の再度の削減が実施され、肉体労働者は1日にパン500g、労働者と子供は300g、その他の市民は250gと定められた。陸軍とバルチック艦隊は備蓄を有していたが十分ではなかった。ラドガ湖に配備されていた河川艦隊は装備も十分ではなく、しばしばドイツ軍の空襲を受け、9月には穀物輸送船が撃沈された。輸送船は後に引き上げられ、濡れた穀物もパンを焼くのに使われた。小麦粉を使い果たした後は、セルロースや綿の実の絞りかすが食用に供された。馬の飼料用のえん麦も食用に回された。肉類も底をつき、内臓や皮革が料理された。市内のあらゆる空き地には野菜が植えられた。市内に残った赤軍の状況も深刻だった。モスクワ防衛に呼ばれたジューコフは（10月7日にモスクワ到着）、フェジュニンスキー少将を後任とした。しかしフェジュニンスキーは後任を辞退し、ホージン中将を推薦した。将官達は封鎖されたレニングラードの指揮をとることに乗り気ではなかった。ジダーノフはヴォロノフ砲兵大将に司令官就任を要請したが、ヴォロノフは国防人民委員代理の職務を理由に辞退した。やむを得ずジダーノフは、ホージン中将に話をもっていった。ホージンも第54軍の指揮を理由に、辞退したが、スタフカはホージンを正式に後任とした。ネフスキー橋頭保を守るネヴァ作戦集団は第54軍との合流を命じられたが、支援を欠いた渡河作戦はドイツ軍砲兵隊の恰好の餌食となり、一方的に殺戮された。その後も封鎖の打破を試みる、ネヴァ河での攻勢はことごとく失敗に終わり、死体の山が積み上げられた。相次ぐ敗戦と食料事情の悪化は規律を再び低下させ、市内では兵士の逃亡や盗難が相次いだ。ジダーノフもホージンもなにも有効な手をうてなかった。
軍人的資質に欠けるジダーノフはジューコフの始めた欠陥のある戦術を継続し、ネフスキー橋頭保から封鎖を突破しようと兵力を送るが大半が死傷し、10月に橋頭保に渡った看護師エレーナ・スヴェトコーワが手当てし、更に適切な治療のためにネヴァ川の向こう岸に戻そうとした重症者の内、幸運にも戻れた少数者の一人に未来のロシア大統領ウラジーミル・プーチンの父親（第86歩兵師団第330連隊所属）がいた。
9月末には石油と石炭も尽きた。唯一の燃料は倒木であった。10月8日には市の北方にある森林での木材の伐採が計画されたが、機材も作業施設もなく、10月24日までに木材伐採計画の1%が実施できたのみであった。電力供給も不足し、電力の使用は軍の司令部や地域委員会、防空拠点などを除き厳禁とされた。大部分の工場が操業を停止し、11月には全ての公共交通機関が運行を停止した。1942年の春には一部の路面電車が運行を再開したが、トロリーバスとバスは終戦まで再開しなかった。

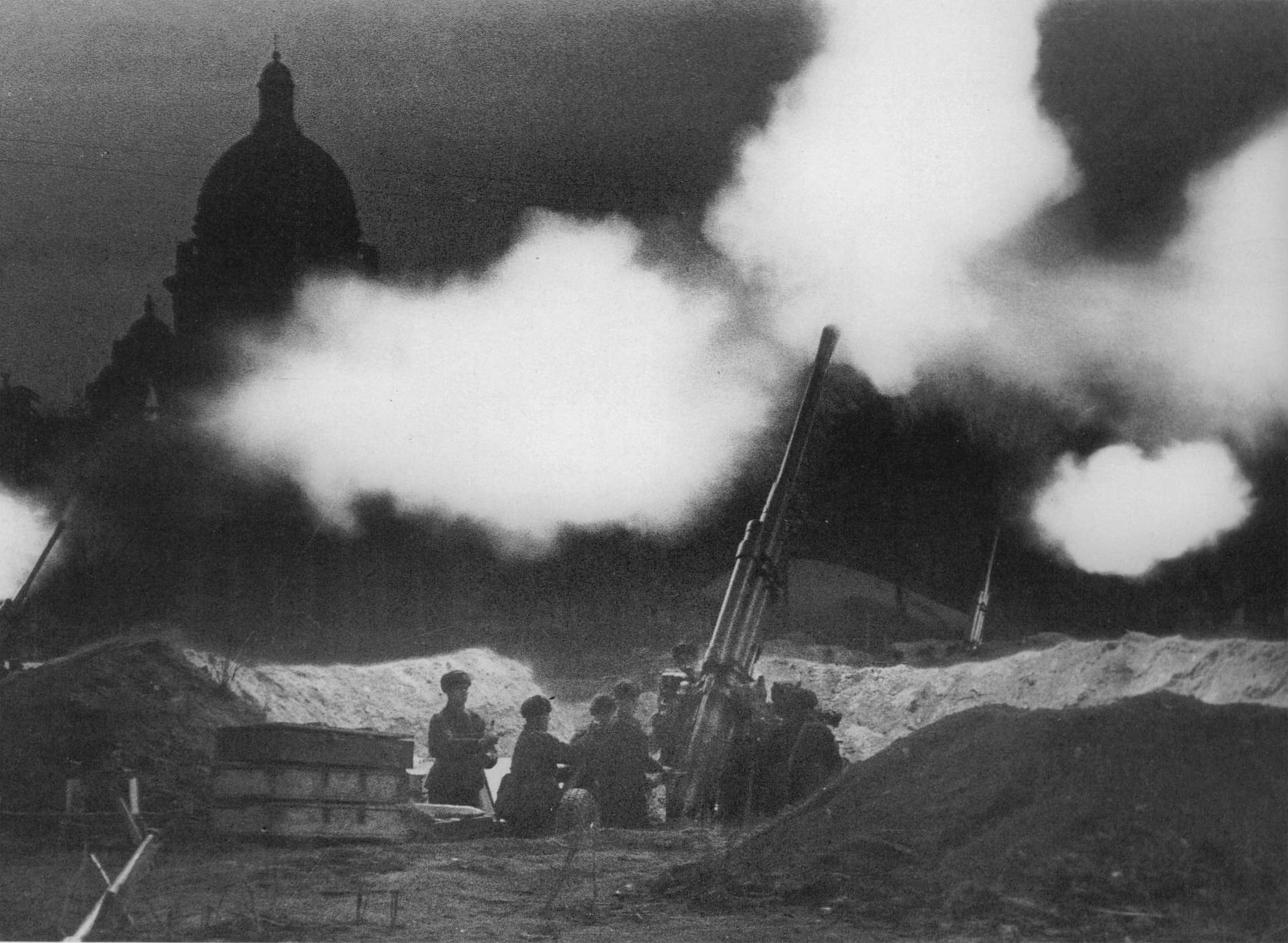
聖イサアク大聖堂の近くに設置された対空砲

冬が近づく頃、飢餓による死が襲ってきた。植物学者のニコライ・ヴァヴィロフの研究スタッフの1人は、食用にすることもできた20万種の植物種子コレクションを守ろうとして餓死した。ターニャ・サヴィチェワという当時12歳の少女は、12月から翌年5月にかけてレニングラードにいた肉親全員が次々と死んでいったことを書き残している（ターニャの日記）。レニングラードの街角は死体で溢れた。やがて食料が切れた市内には飢餓地獄が訪れ、死体から人肉を食らう凄惨な状況が常態化し、人肉を含む食品を売る店まで現れた。

### 命の道

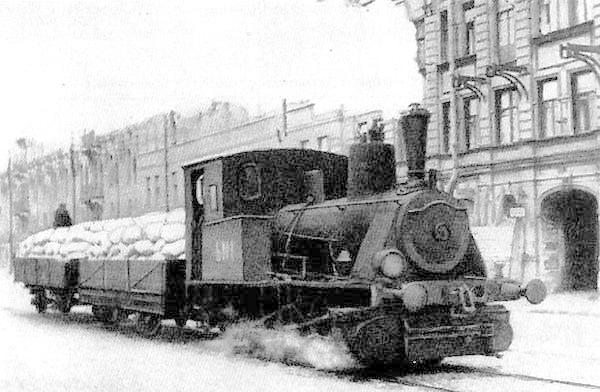
レニングラードへ食糧を輸送する氷上列車

ドイツ軍はレニングラードの包囲をさらに強化するため、レニングラードの南東部にある鉄道の拠点のチフヴィンを攻撃し11月8日に占拠した。チフヴィンの陥落により内陸部からラドガ湖への輸送ルートが遮断され、レニングラードは危機に陥ったが赤軍は1ヶ月後にここを奪回し輸送ルートの維持に成功した。
11月20日、ラドガ湖が結氷し、馬橇の輸送部隊が氷上を通ってレニングラードへ物資を送り届けた。その後トラックによる輸送も可能となった。氷上の連絡路は「命の道」（Дорога жизни ダローガ・ジーズニ）と呼ばれた。湖の対岸から市内へ物資が運び込まれ、市民の脱出も可能となった。命の道は1942年4月24日までの152日間利用可能であった。この間に市民51万4千人、負傷した兵士3万5千人がレニングラードから脱出し、重要な産業設備も運び出された。命の道は対空砲と戦闘機によって防衛されたが、ドイツ軍の砲撃と空襲による脅威にさらされ続け、危険は高かった。人々は皮肉を込めてこれを「死の道」と呼んだ。1942年の夏にはラドガ湖の湖底を通る長さ29kmの石油パイプライン「命の動脈」が敷設された。冬になると命の道は再開した。12月20日から馬の往来が始まり、12月24日から自動車輸送も始まった。氷上鉄道の建設も行われた。

## 解放へ

### 1942年のレニングラード

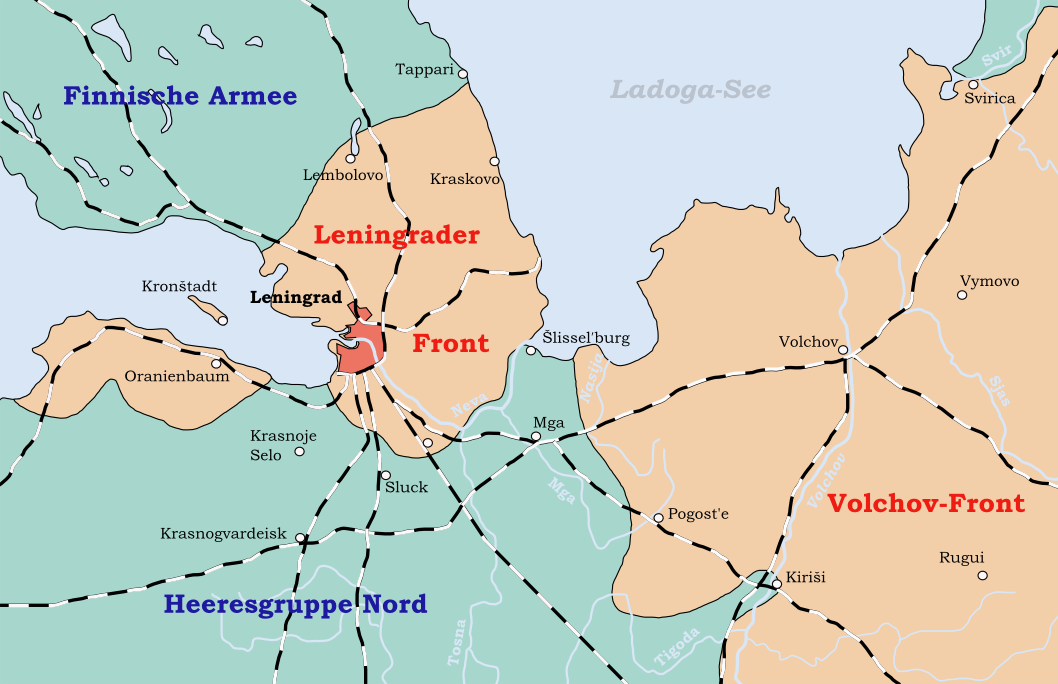
イスクラ作戦前のレニングラード周辺図

レニングラードは冬季の包囲戦を耐え抜いたが、依然戦況は絶望的だった。守備軍は栄養不足に苦しみ、赤痢が流行、規律と士気は最低となり、兵士たちの状態は極めて劣悪となっていた。モスクワでの勝利に自信を得たスターリンは全戦線での反撃に転じ、レニングラード解放を目指す攻勢を開始した。しかし兵力と補給を欠いた攻勢は失敗に終わり、ウラソフ中将が指揮する第2突撃軍が包囲された。一方ドイツ軍はモスクワ方面での敗北により、司令官達が一斉に更迭された。レープ元帥も更迭となり、第18軍司令官キュヒラー上級大将が北方軍集団司令官に就任した。キュヒラーはバルト艦隊の火力が、レニングラード防衛の要になっていることを見抜き、バルト艦隊を標的とする航空作戦を開始した。1942年4月4日、大規模な戦闘機と爆撃機の編隊が、バルト艦隊を強襲し、戦艦一隻、巡洋艦三隻、駆逐艦一隻を無力化した。5月には包囲した第2突撃軍を殲滅、ウラソフ中将を投降させた。1942年6月上旬、ホージン中将が更迭され、ゴヴォロフ中将がレニングラード方面軍司令官に就任した。砲兵の権威であるゴヴォロフは、兵士の高い死傷率は適切な砲兵支援を欠いたからだと考え、砲兵火力の集積に全力を注いだ。観測所を複数設置し、装備弾薬を大幅に増強、砲兵隊の打撃力を強化した。またゴヴォロフは、レニングラード市内の交響楽団を全面的に支援した。孤立した都市では、交響楽団の演奏が兵士や市民の心の支えになっていた。その事をよく心得ていたゴヴォロフは、演奏を妨害するドイツ軍の砲撃に対する予防措置として、突風作戦を開始、演奏前にドイツ軍の砲兵陣地を徹底的に砲撃で叩いた。また市内にスピーカーを設置し、兵士が演奏の中継を聞けるようにした。ゴヴォロフの取り組みは、兵士の士気を劇的に回復させた。
1942年8月、クリミア半島を落としたマンシュタイン元帥の増援部隊がレニングラードに到着した。マンシュタインは空軍と砲兵の総力を挙げて、赤軍の前線陣地を叩き、凍結したラドガ湖の補給路を完全に遮断する計画を立てた。スタフカはゴヴォロフ軍にラドガ湖方面で攻勢を実施させ、マンシュタインの攻勢を牽制する計画で対応した。ゴヴォロフはドイツ軍陣地を2時間砲撃した後、ラドガ湖方面で東に布陣していた赤軍部隊との合流を試みた。封鎖打破の危険性を察知した国防軍最高司令部は狼狽し、ヒトラーはマンシュタインに攻勢を中止し、ゴヴォロフ軍の撃退を命じた。スタフカの作戦は成功し、マンシュタインは攻勢中止を余儀なくされた。ゴヴォロフも攻勢開始地点に後退したが、作戦の成功は赤軍の兵士達に大きな自信を与えた。ゴヴォロフはレニングラード解放の鍵は、ドイツ軍の砲兵陣地を狙った正確な対砲兵射撃にあると考えていた。そのためには巧妙に隠された、ドイツ軍砲兵陣地の正確な場所を把握する必要があった。そこでゴヴォロフは囮を使い、北方軍集団司令部、飛行場、鉄道駅を標的とする奇襲砲撃を実施した。ドイツ軍砲兵隊は即座に応戦し、16の砲兵陣地が一斉に火を噴いた。しかしドイツ軍砲兵の反撃は、砲兵陣地の正確な位置を見事にさらけだした。
上記のように1942年の赤軍の数回の攻勢はいずれも失敗に終わり、一方のドイツ軍の攻勢計画も頓挫した。このため両軍とも大きな損害を出したものの、戦線に大きな変化は生じなかった。

### イスクラ作戦（1943年）
スタフカはスターリングラードでの反攻作戦にあわせて、ゴヴォロフにレニングラード解放攻勢の詳細な計画を求めた。ゴヴォロフはシュリッセルブルク回廊に前進し、ドイツ軍の東側に展開するヴォルホフ方面軍と合流して封鎖を打破する計画を立てた。攻勢に備えて4500門の火砲が集積された。ゴヴォロフの計画はスタフカに承認され、イスクラ（火花）作戦と命名された。作戦を調整するため最高司令官代理ジューコフ元帥も派遣された。入念な準備の後、1943年1月12日、イスクラ作戦が開始された。まず、ありとあらゆる口径の火砲が、特定したドイツ軍の全砲兵陣地を徹底的に叩いた。ゴヴォロフが指揮するレニングラード方面軍はネヴァ河対岸を押さえると、前進を開始した。ドイツ軍は要塞化したシニャーヴィノ丘陵で前進を阻んだが、ゴヴォロフは正面攻撃を避け、迂回を命じた。ヴォルホフ方面軍は要塞化された第8労働者団地で激しい抵抗を受けた。しかしゴヴォロフの対砲兵射撃が大きな効果をあげ、先制射撃で叩かれたドイツ軍砲兵陣地は機能しなかった。1月15日、凍結したラドガ湖を経由して、赤軍のスキー旅団がシュリッセルブルクに突入した。二つの方面軍は合流まで800メートルの距離まで接近し、ゴヴォロフは最期の障害である第5労働者団地の堡塁に攻撃を命じた。2時間の激戦の末、ドイツ軍はシニャーヴィノ丘陵に撤退し、ついに二つの方面軍が合流に成功した。1943年1月17日、レニングラード市当局はラジオでレニングラードの解放を宣言、市民達は狂喜乱舞した。
この頃、スターリングラードでも赤軍は勝利し（1月31日）、独ソ戦は大きな転換期を迎えた。

### 解放（1944年）
封鎖を打破したとはいえ、北方軍集団は依然として強大であり、大多数の包囲陣地を維持していた。赤軍は奪還した地域の確保に全力を注ぎ、新しい補給線を急ピッチで建設して、大規模な食料を市内に送り込んだが、イスクラ作戦で確保した狭い回廊はドイツ軍の砲爆撃の標的となり、不完全ながらレニングラードの包囲は継続されていた。しかし、南方ではクルスクの戦いとその後の赤軍の攻勢の前にドイツ軍は退却を続け、ドニエプル川の西のキエフまでも赤軍に奪還されていた。赤軍は1943年9月からゴヴォロフらによりレニングラードの解放作戦の検討を進めた。作戦はオラニエンバウム（レニングラードの西側の赤軍橋頭保）、プルコヴォ（レニングラードのすぐ南）、ノブゴロド（レニングラードの南東方向、イリメニ湖のすぐ北）から開始することが決定され、作戦に備えて膨大な量の火力集積が開始された。21000門の火砲、1500以上のロケット砲、600門の対空砲が攻勢用に集められ、開戦以来最大規模の砲兵火力集積を実現させた。北方軍集団司令官キュヒラーは、赤軍の大規模攻勢を察知していた。後方の予備陣地であるパンテル・ラインに部隊を移す準備を整えたが、ヒトラーは依然としてレニングラードの攻略をあきらめていなかった。キュヒラーは占領地の人的資源が赤軍に渡ることを恐れ、民間人を強制的にパンテル・ラインへ連行した。レニングラードの完全解放、レニングラード州の奪還、北方軍集団の撃滅を目標とする解放作戦（レニングラード・ノヴゴロド攻勢）にはレニングラード、ヴォルホフ、第2バルトの3方面軍に、長距離航空艦隊とバルト艦隊が加わり、125万の兵士が参加して、イスクラ作戦から約1年後の1944年1月15日に開始された。1マイルあたりの砲配置数は320門に達し、史上空前規模の集中砲火がドイツ軍陣地に降り注いだ。2時間30分で、50万発の砲弾が撃ち込まれた。ドイツ第18軍と第16軍は壊滅的打撃を受け、北方軍集団は戦闘力を喪失して敗走した。赤軍は封鎖を完全に解放、レニングラード州全域を奪還、カリーニン州西部、エストニアまで兵を進めた。ドイツ軍はこの攻勢でレニングラードから280キロ押し返され、攻守は完全に逆転した。今度はドイツ軍が絶望的な防衛戦を強いられた。
1944年1月27日、レニングラードでは包囲からの解放を祝う祝砲が轟いた。1941年9月8日にシュリッセルブルクが陥落して包囲が始まってから872日目であった。
西に向かった赤軍とドイツ軍の次の大きな戦いはナルヴァをめぐる攻防である。

## 影響と戦争中の役割
独ソ戦の開始から数週間でのソ連軍の敗退は連合国の人々を意気消沈させたが、レニングラードの抵抗は人々を勇気付けた。レニングラードは1945年にスターリンによって英雄都市の称号を与えられた。
包囲戦の犠牲者数については諸説がある。戦後のソ連政府による公式発表は死者67万人というものであったが、他の研究では死者は70万人から150万人、多数説としては110万人程度という推計値が示されている。犠牲者の多くはピスカリョフ記念墓地に埋葬された。
包囲戦の記憶は市民の心に暗い影を落とした。市民はそれまでレニングラードが文化都市であることを誇りとしてきた。図書館の蔵書や18世紀の骨董家具を燃やすか、それとも凍え死ぬかという選択は辛いものであった。一方、レニングラードが900日近くにわたって抵抗を続け、「トロイも陥ち、ローマも陥ちたが、レニングラードは陥ちなかった」ことは市民の新たな誇りともなった。
今日でもサンクトペテルブルク市内では、ドイツ軍による砲撃を避けるために設置された標識が修復され保存されている。
一方でレニングラードはドイツ軍の包囲下で市民が餓死する中、市内の兵器工場群をフル稼働させ大量の兵器を生産し兵器廠として機能し続けた。工場から出荷された兵器はレニングラード守備軍にはまわされず各戦線のソ連軍に供給された。1941年7月～12月だけで戦車500両、装甲車600両、野砲2400門、機関銃1万挺、砲弾300万発、ロケット砲3万発を出荷し独ソ戦の勝利に大きな貢献をはたした。

## 戦闘序列

### ドイツ軍
- 北方軍集団：ヴィルヘルム・フォン・レープ
  -  第18軍：ゲオルク・フォン・キュヒラー
- フィンランド陸軍司令官：カール・グスタフ・エミール・マンネルヘイム
  -  第3軍：エリック・ハインリッヒス

### ソ連軍
- 北部戦線：マルキアン・ポポフ
  -  クリメント・ヴォロシーロフ
  -  ゲオルギー・ジューコフ
  -  イワン・フェジュニンスキー
  -  ミハイル・ホージン（英語版）
  -  レオニード・ゴヴォロフ
  -  キリル・メレツコフ

## 関連作品

### 小説
- 『戦争は女の顔をしていない』 スヴェトラーナ・アレクシエーヴィチ著、三浦みどり訳、群像社、岩波現代文庫（1985年）
- 『卵をめぐる祖父の戦争』 デイヴィッド・ベニオフ著、田口俊樹訳　早川書房 （2010年） ISBN 978-4-15-001838-2

### 映画
- 『レニングラード交響楽』 - 1957年　ソ連 （監督：ザハール・アグラネンコ）
- 『レニングラード攻防戦』『レニングラード攻防戦II/攻防900日』 - 1974年　ソ連 （監督：ミハイル・エルショフ）
- 『レニングラード大攻防 1941』 - 1985年　ソ連 （監督：ヴィクトル・アリストフ）
- 『レニングラード 900日の大包囲戦』 - 2009年　ロシア・イギリス （監督：アレクサンドル・ブラフスキー）
- 『脱走特急』 - 2019年　ロシア （監督：フェドール・ポポフ）
- 『戦争と女の顔』 - 2019年　ロシア （監督：カンテミール・バラーゴフ）
- 『セイビング・レニングラード 奇跡の脱出作戦』 - 2019年　ロシア （監督：アレクセイ・コズロフ）

ほかセルジオ・レオーネが『ワンス・アポン・ア・タイム・イン・アメリカ』に続く作品としてこのレニングラード包囲戦を題材とした映画を構想していたが、逝去のため実現しなかった。

### 楽曲
- ドミートリイ・ショスタコーヴィチの交響曲第7番は、包囲下のレニングラードで作曲され、『レニングラード交響曲』と呼ばれている。
- ビリー・ジョエルの曲『レニングラード』は、レニングラード包囲戦で父親を失ったロシア人の少年ヴィクトールを主人公とするものである。
- イタリアのバンド、ダーク・ルナシーのアルバム『The Diarist』は、全編がレニングラード包囲戦を扱ったコンセプトアルバムである。

## 詳細文献
- ニコライ・チーホノフ 著、前芝確三 訳　『レニングラード』 創元社、1952年。
- ドミトリー・パヴロフ 著、藤木伸三、滝沢一郎 訳　『封鎖下のレニングラード』 大陸書房、1971年。
- 『グラフィックアクション 第2次大戦 第6号「レニングラード攻防戦」』 分林堂、1974年。
- ハリソン・ソールズベリー 著、大沢正 訳、『独ソ戦：この知られざる戦い（燃える東部戦線：独ソ戦の全貌）』 早川書房、1980年。
- ユーリ・イワノフ 著、宮島綾子 訳『900日の包囲の中で』   岩崎書店 創作児童文学、1982年。 ISBN 4-265-92727-0
- 『レニングラード物語：華麗なる都の250年』 NHK取材班、日本放送出版協会、1983年。
- アレーシ・アダーモヴィチ、ダニール・グラーニン共著、宮下トモ子訳　『封鎖・飢餓・人間：1941-1944年のレニングラード』 新時代社、1986年。
- 『歴史群像 アーカイブ Vol.7「独ソ戦」』　学習研究社、2009年。
- ひのまどか 著、『戦火のシンフォニー―レニングラード封鎖345日目の真実―』 新潮社、2014年。
- ヴェラ・ミハイロヴナ・インベル（Vera Inber, 1890-1972） 著、ハル・ニケイドロフ訳、『レニングラード日記』 柘植書房新社、2023年。